# Rüber
Rüber là một đô thị ở huyện Mayen-Koblenz bang Rheinland-Pfalz, phía tây nước Đức. Đô thị Rüber có diện tích 5,61 km².